# راينر سيمون
راينر سيمون (بالألمانية: Rainer Simon )‏ (و. 1941  م) هو مخرج أفلام، وكاتب سيناريو، وأستاذ جامعي ألماني، ولد في هاينيشن.

## جوائز
حصل على جوائز منها:
- الجائزة الوطنية لجمهورية ألمانيا الديمقراطية.

## وصلات خارجية
- راينر سيمون على موقع IMDb (الإنجليزية)
- راينر سيمون على موقع روتن توميتوز (الإنجليزية)
- راينر سيمون على موقع ألو سيني (الفرنسية)
- راينر سيمون على موقع أول موفي (الإنجليزية)
- راينر سيمون على موقع قاعدة بيانات الأفلام السويدية (السويدية)
- راينر سيمون على موقع قاعدة بيانات الفيلم (الإنجليزية)
- راينر سيمون على موقع كينوبويسك (الروسية)